# Championnats d'Asie de judo 2001
Navigation
Édition précédente Édition suivante
Les championnats d'Asie de judo 2001, quinzième édition des championnats d'Asie de judo, ont eu lieu les 14 et 15 avril 2001 à Oulan-Bator, en Mongolie.